# San Román de Cameros
San Román de Cameros és un municipi situat en la comarca del Camero Viejo, de La Rioja (Espanya). Limita al nord amb Terroba, al sud amb Jalón de Cameros, a l'oest amb Torrecilla en Cameros, Torre en Cameros i Muro en Cameros.

## Història
La primera notícia de la població és un document mitjançant el qual Ennec I López, primer senyor de Biscaia, (-1077), va comprar en 1076 unes cases en San Román de Cameros. Va donar com pagament "8 vaques parides i destetades i 20 sous de plata". El seu cunyat Ximeno Fortunión, tercer senyor dels Cameros i governador de Meltria, va signar com testimoni. (Ubieto Arteta, p. 409).